# Reloj de sonería

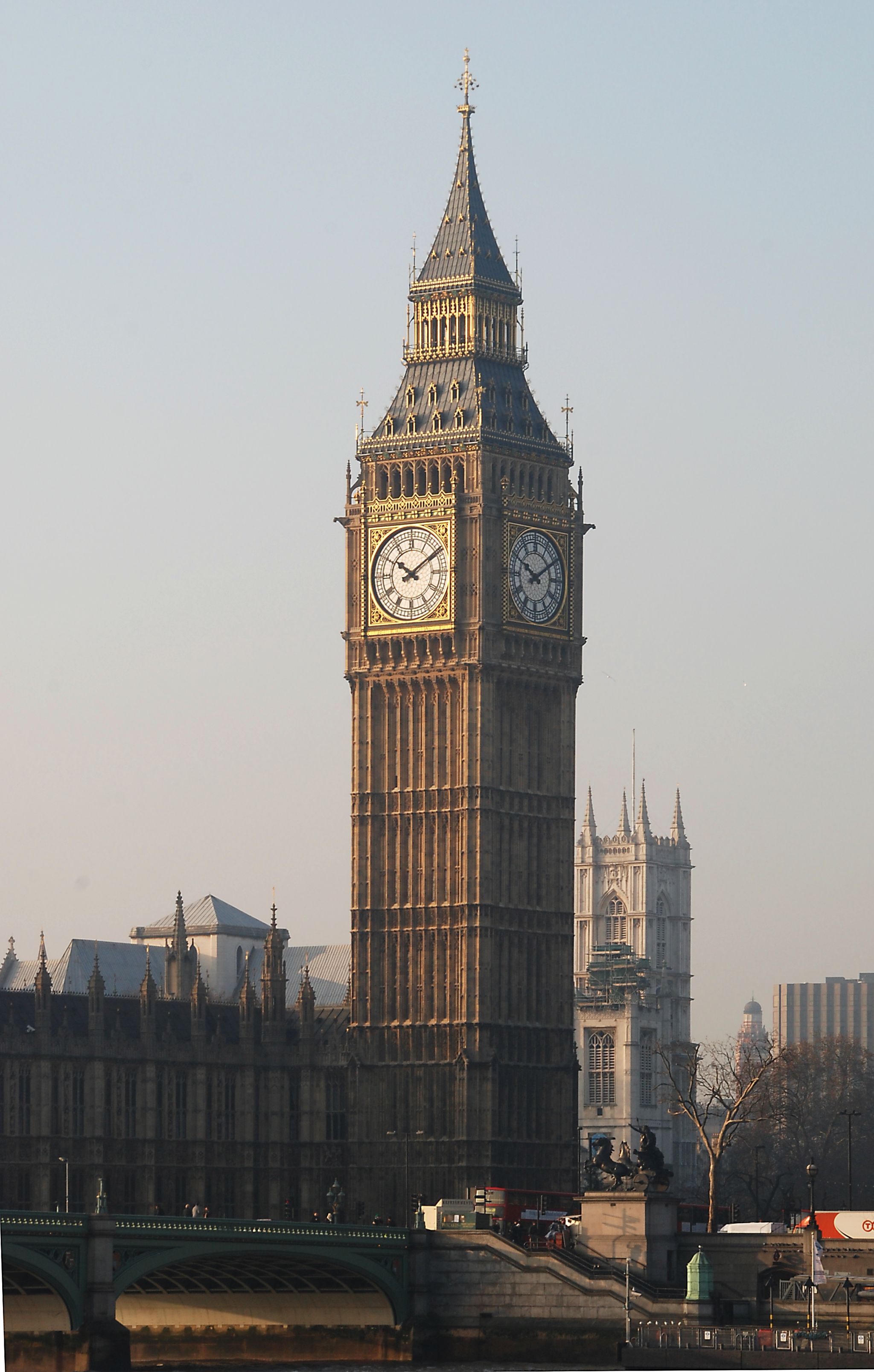
La Torre Isabel del Palacio de Westminster en Londres, comúnmente conocida como Big Ben, es un famoso reloj de sonería.

Un reloj de sonería es un reloj que hace sonar las horas de forma audible mediante una campana, un gong u otro dispositivo audible. En la sonería de 12 horas, que es la utilizada en mayor frecuencia en los relojes actuales, el reloj suena una vez a la 1:00 a. m., dos veces a las 2:00 a. m., y continúa de esta manera hasta doce veces a las 12:00 del mediodía y luego comienza de nuevo, sonando una vez a las 13:00 horas, dos veces a las 14:00 horas y hasta doce veces a las 00:00 horas de la noche.
La característica sonora de los relojes era originalmente más importante que sus esferas, ya que los primeros relojes marcaban las horas, pero no tenían diales que permitieran leer la hora. El desarrollo de los relojes mecánicos en la Europa del siglo XIIfue motivado por la necesidad de hacer sonar campanas en las horas canónicas para llamar a la comunidad a la oración. Los primeros que se conocen eran grandes relojes de sonería instalados en torres de monasterios o plazas públicas, de modo que sus campanas se oían a gran distancia. Aunque uno de los primeros relojes que sonaba en Siria era un reloj de 12 horas, muchos de los primeros relojes daban hasta 24 pulsaciones, particularmente en Italia, donde el reloj de 24 horas, que mantenía las horas italianas, se usaba ampliamente en los siglos XIV y XV. A medida que el reloj moderno de 12 horas se generalizó, particularmente en Gran Bretaña y el norte de Europa, la sonería de 12 horas se generalizó y finalmente se convirtió en el estándar. Además de dar la hora, muchos relojes de sonería reproducen secuencias de campanadas cada cuarto de hora. La secuencia más común son los cuartos de Westminster.
Hoy en día, la función de difusión del tiempo de la sonería de los relojes casi ya no es necesaria, y los relojes de sonería se conservan por razones históricas, tradicionales y estéticas. Las torres de reloj históricas de ciudades, universidades e instituciones religiosas de todo el mundo todavía dan las horas, siendo ejemplos famosos el Big Ben de Londres, la Torre de la Paz de Ottawa y el Reloj del Kremlin de Moscú. Los relojes caseros de sonería, como los relojes de sobremesa, los relojes de cuco, los relojes de pie y los relojes de soporte, también son muy comunes.
Un reloj de sonería típico tendrá dos trenes de engranajes, porque debe agregar un tren de sonería que opere el mecanismo que hace sonar la campana además del tren de cronometraje que mide el paso del tiempo.

## Paso de leva
El tipo más básico de reloj de sonería simplemente hace sonar una campana una vez cada hora; esto se llama reloj de paso de leva. Fue un mecanismo sencillo de implementar mecánicamente; todo lo que hay que hacer es acoplar una leva a un eje que gira una vez por hora; la leva se eleva y luego deja caer un martillo que golpea la campana. Los primeros relojes de torre, montados en torres de catedrales, abadías y monasterios para llamar a la comunidad a la oración, que se originaron en la Europa medieval antes de la invención del reloj mecánico en el siglo XIII, fueron relojes de agua que utilizaban el mecanismo de sonería de leva; tocaron una vez por cada hora canónica.
Antes de los relojes europeos, China desarrolló una tecnología de relojería astronómica impulsada por agua, comenzando con el científico del siglo I d. C.Zhang Heng (78 – 139). El monje budista chino e inventor de la dinastía Tang, Yi Xing (683 – 727), creó un globo celeste giratorio que giraba mediante un mecanismo de reloj de agua impulsado por una rueda hidráulica. Presentaba dos gatos de engranajes de madera en su superficie del horizonte con un tambor y una campana. La campana se tocaba automáticamente cada hora y el tambor también automáticamente cada cuarto de hora. Está registrado que los estudiantes confucianos del año 730 debían escribir un ensayo sobre este dispositivo para aprobar los exámenes imperiales. El uso de clavijas de reloj para hacer sonar las horas se utilizó en torres de reloj posteriores de la dinastía Song en China, como las diseñadas por Zhang Sixun y Su Song en los siglos X y XII respectivamente.
Un reloj de sonería que existía fuera de China era la torre del reloj cerca de la mezquita omeya en Damasco, Siria, que sonaba una vez cada hora. Es el tema de un libro, Sobre la construcción de relojes y su uso (1203), de Riḍwān ibn al-Sāʿātī, hijo de un relojero. El escritor florentino Dante Alighieri hizo referencia a los engranajes de los relojes de sonería en 1319. Una de las torres del reloj más antiguas que aún se conservan es la Torre del Reloj de San Marcos en la plaza de San Marcos, Venecia. El Reloj de San Marcos fue ensamblado en 1493 por el famoso relojero Gian Carlo Rainieri de Reggio Emilia, donde su padre Gian Paolo Rainieri ya había construido otro famoso dispositivo en 1481. En 1497, Simone Campanato moldeó la gran campana, que fue colocada en lo alto de la torre, donde es golpeada alternativamente por los Due Mori (Dos Moros), dos estatuas de bronce que empuñan un martillo.

## Contando las horas
Durante la gran ola de construcción de relojes de torre en la Europa del siglo XIV, alrededor de la época de la invención del reloj mecánico, se construyeron relojes de sonería que tocaban la campana varias veces para dar las horas. El reloj de la Beata Vergine (más tarde San Gotardo) de Milán, construido alrededor de 1330, fue uno de los primeros registrados en dar las horas. En 1335, Galvano Fiamma escribió:

Hay allí un reloj maravilloso, porque hay un badajo muy grande que toca una campana 24 veces según las 24 horas del día y de la noche, y así a la primera hora de la noche da un sonido, a la segunda dos campanadas, y así distingue una hora de otra, lo cual es de mayor utilidad para hombres de todos los grados.

El reloj astronómico diseñado por Ricardo de Wallingford en 1327 y construido alrededor de 1354 también marcaba las 24 horas.
Algunos relojes peculiares utilizan una forma de sonar conocida como «sonería romana» inventada por Joseph Knibb, en la que se hace sonar una campana grande o un tono más bajo para representar «cinco», y una campana pequeña o un tono alto para representar «uno». Por ejemplo, las cuatro en punto sonarían como un tono alto seguido de un tono bajo, mientras que las once sonaría con dos tonos bajos seguidos de un tono alto. El objetivo es conservar la potencia del tren de choque. Por ejemplo, «VII» sería un total de tres tonos en lugar de siete, y «XII» sería cuatro tonos en lugar de doce. Los relojes que utilizan este tipo de sonería suelen representar las cuatro en punto en la esfera con un «IV» en lugar del más común «IIII»,   de modo que los números romanos se corresponden con la secuencia de sonería de campanas de tonos altos y bajos. Un pequeño reloj de mesa de este tipo de la colección de George Daniels se vendió en Sotheby's el 6 de noviembre de 2012 por 1.273.250 libras esterlinas.

### Rueda de conteo

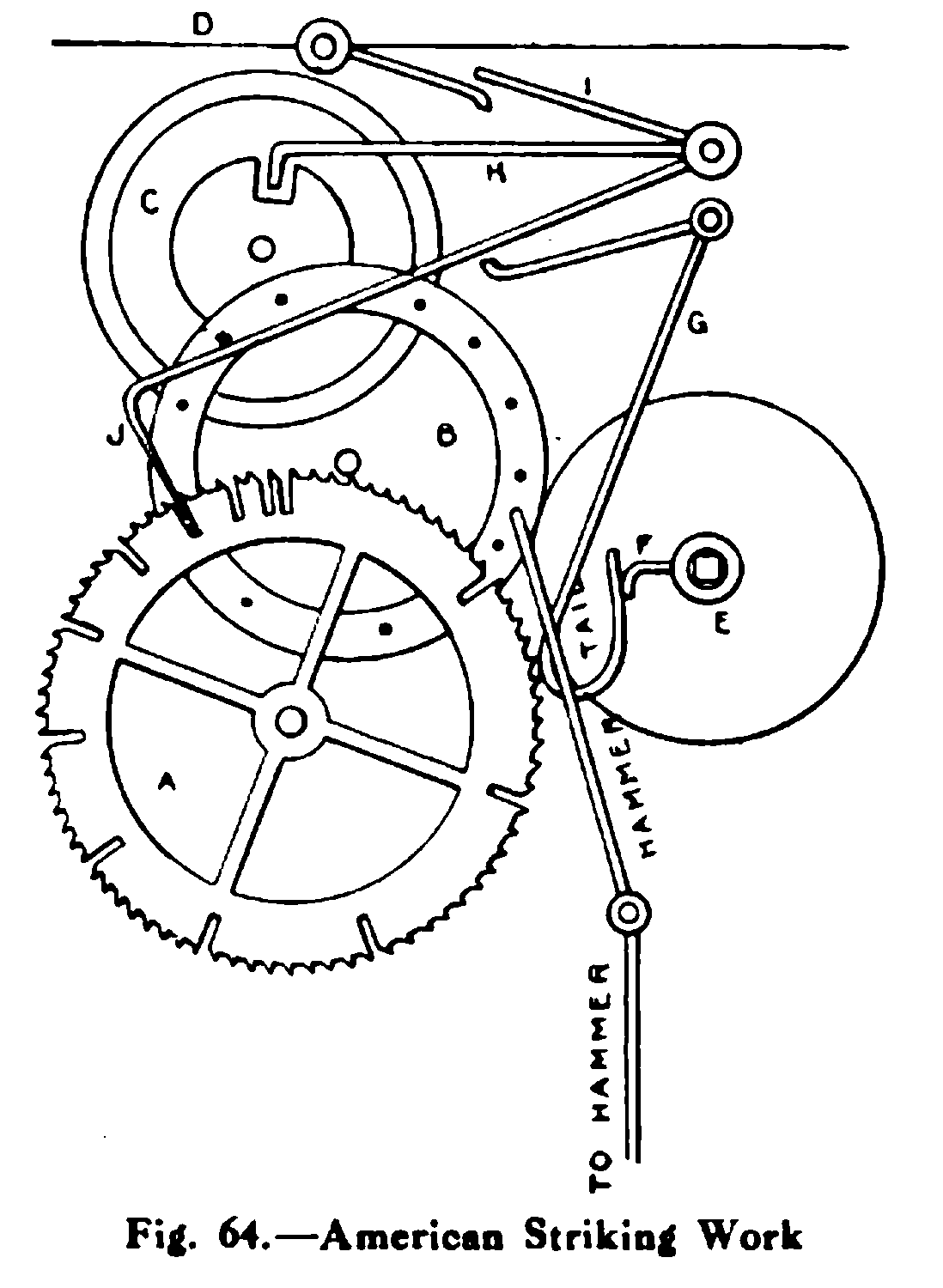
Toque de la rueda de conteo: las muescas desigualmente espaciadas en la rueda de conteo (A) regulan el número de golpes de la campana.

Los relojeros han ideado dos mecanismos para permitir que los relojes de sonería cuenten correctamente las horas. El anterior, que apareció en los primeros relojes de sonería en el siglo XIV, se denomina «sonido de rueda de conteo». Para ello se utiliza una rueda que contiene muescas en sus lados, espaciadas por segmentos de arco crecientes y desiguales. Esta rueda de conteo controla la rotación del tren de choque. Cuando el tren de cronometraje suelta el tren de golpe, se levanta una palanca de una muesca en la rueda de conteo; las muescas desiguales permiten que el tren de percusión se mueva sólo lo suficiente como para hacer sonar el número correcto de veces, después de lo cual la palanca vuelve a caer en la siguiente muesca y evita que el tren de percusión siga girando.
La rueda de conteo tiene la desventaja de ser totalmente independiente del tren de cronometraje. Si el tren de sonería termina, o por alguna otra razón el reloj no da la hora, la rueda de conteo no estará sincronizada con la hora que muestran las manecillas y deberá resincronizarse soltando manualmente el tren de sonería hasta que se mueva hacia la posición correcta.

### Sonería de cremallera
A finales del siglo XVII se inventó la sonería de cremallera que se llama así porque está regulado por un mecanismo de cremallera y caracol. La distancia que se permite caer a una palanca está determinada por una leva en forma de caracol, regulando así el número de veces que se permite que suene la campana. Durante el siglo XX existió la idea errónea de que este mecanismo fue inventado por el clérigo británico Edward Barlow en 1675-1676, aunque, de hecho, se desconoce el inventor.
La leva en forma de caracol forma parte del tren de cronometraje que gira cada doce horas; A menudo, el caracol está sujeto al mismo tubo en el que está montada la manecilla de las horas. El diámetro de la leva es mayor en la posición de la una en punto, lo que permite que la cremallera se mueva sólo una distancia corta, después de lo cual se detiene el tren de percusión; es más pequeño en la posición de las 12 en punto, lo que permite que la rejilla se mueva más lejos. El golpeo se detiene cuando el último diente de la cremallera ha sido recogido por el palet recogedor.
Debido a que el número de campanadas de la hora está determinado por la posición del caracol que gira en conjunto con la manecilla de las horas, las campanadas de la cremallera rara vez se desincronizan. La sonería en cremallera también hizo posible el reloj de repetición, que se puede hacer para repetir la última hora marcada presionando un botón. La sonería de cremallera se convirtió en el mecanismo estándar utilizado en la sonería de relojes hasta el presente.

## Partes del mecanismo

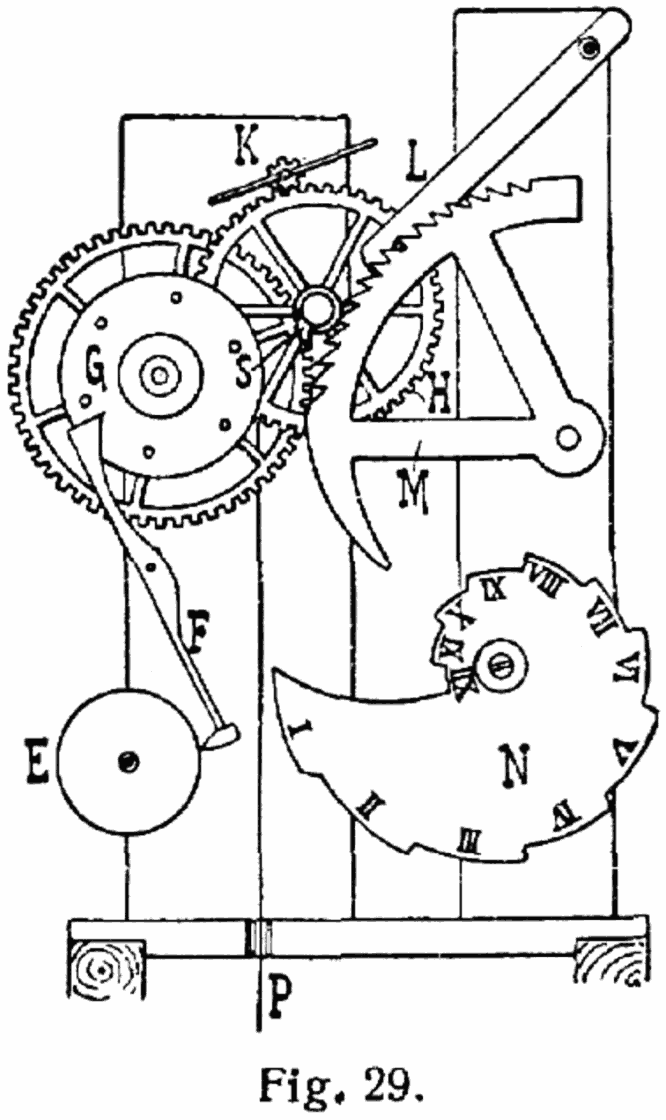
Sonería de cremallera: la leva en forma de caracol (N) hace sonar el reloj el número correcto de veces comprobando la caída de la cremallera (M).

Todos los mecanismos de sonería horaria cuentan con estas piezas. Las letras siguientes se refieren al diagrama.
- Fuente de energía: suele ser idéntica al dispositivo que alimenta el mecanismo de cronometraje del reloj: en los relojes impulsados por peso es un segundo peso en un cable (P), en los relojes impulsados por resorte es otro resorte principal. Aunque los relojes más antiguos de un día (30 horas) a menudo usaban un solo peso o resorte real para impulsar tanto el cronometraje como el tren de sonería, los mejores relojes usaban una fuente de energía separada, porque el mecanismo de sonería consume mucha energía y a menudo hay que darle cuerda con mayor frecuencia; y también para aislar el delicado tren de cronometraje de los grandes movimientos que ocurren en el tren de sonería. Para darle cuerda a un reloj de sonería es necesario darle cuerda a las partes de sincronización y de sonería por separado.
- Tren de sonería: se trata de un tren de engranajes (G, H) que reduce la fuerza de la fuente de energía y la transmite al mecanismo de martillo que hace sonar el gong. En los relojes antiguos, para reducir el costo de fabricación, a menudo era exactamente el mismo que el tren de cronometraje que hacía funcionar la parte de cronometraje del reloj, y se instalaba paralelo a él, en el lado izquierdo de cara al reloj.
- Regulador: un dispositivo para evitar que el tren de sonería corra demasiado rápido y controlar la velocidad sonora. Si no estuviera presente, el tren de sonería, cuando se soltara, se saldría de control bajo la fuerza del resorte o el peso. En la mayoría de los relojes se trata de una simple hélice en forma de ventilador (K), una pieza plana de chapa metálica montada en el eje del engranaje que gira más rápido. Cuando el tren de sonería gira, este golpea el aire y la fricción del aire limita la velocidad del tren. Los relojes de sonería y algunos relojes modernos utilizan en su lugar un regulador centrífugo.
- Mecanismo de conteo: esta es la parte crítica mencionada anteriormente, que libera el tren de sonería en el momento adecuado y cuenta el número adecuado de golpes. Es la única parte del mecanismo de sonería que está unida a las funciones de cronometraje del reloj. Prácticamente todos los relojes modernos utilizan cremallera y caracol. El caracol (N) suele estar montado en el eje de la rueda central del reloj, que gira una vez cada 12 horas. También hay una palanca de liberación (L) que cada hora libera la cremallera y permite que gire el tren de cronometraje.
- Martillo y gong: la palanca del martillo (F) se acciona mediante pasadores o dientes (G) en una de las ruedas del tren de golpe. A medida que la rueda gira, el pasador levanta la palanca del martillo, hasta que la palanca se desliza fuera del pasador, permitiendo que el martillo caiga y golpee el gong (E). Los primeros relojes domésticos utilizaban campanas tradicionales de forma semiesférica. Los relojes domésticos posteriores utilizaron gongs hechos de largos tubos o barras de acero, que suenan más bien como grandes campanas de iglesia . Los relojes de repisa y otros pequeños utilizan alambres gruesos de acero endurecido, que se enrollan en espiral para ahorrar espacio.

Los relojes que tienen funciones más elaboradas que simplemente dar las horas, como dar los cuartos de hora o tocar melodías, son llamados «relojes con repique» por los relojeros. Las funciones adicionales suelen estar a cargo de un segundo mecanismo de sonería completo, separado del tren de sonería (de horas), llamado «tren de repique». Estos relojes tienen tres pesos o resortes reales, para impulsar el tren de cronometraje, el tren de sonería y el tren de repique.

## Funcionamiento
Aquí se describe cómo funciona el mecanismo de percusión de cremallera y caracol. Las letras hacen referencia al diagrama de arriba.
La palanca de liberación (L) mantiene la rejilla (M) levantada cuando el reloj no está dando las campanadas. En el eje del minutero (no mostrado), que gira una vez por hora, hay un saliente. A medida que se acerca el cambio de hora, este saliente levanta lentamente la palanca de liberación, dejando caer la rejilla hasta que su punta se apoya en el caracol (N). La altura que puede caer la rejilla y, por tanto, el número de golpes, está determinada por la posición del caracol. Exactamente a la hora en punto se suelta el tren que golpea (G, H, K) y comienza a girar. A medida que gira, los pasadores (G) levantan repetidamente el martillo (F) y lo dejan caer, haciendo sonar el gong (E) . Las relaciones de transmisión están dispuestas de manera que la rueda dentada (H) haga una revolución en cada golpe. Un pequeño pasador (S) en esta rueda engancha los dientes de la cremallera, levantando la cremallera un diente en cada vuelta. Cuando la cremallera llega al final de sus dientes detiene el giro del tren de golpe (mediante un mecanismo que no se muestra en el diagrama, de tal manera que el engranaje (H) se mantiene estacionario sin que el pasador (S) engrane con la cremallera, de modo que la cesta pueda volver a caer libremente durante la siguiente hora). Entonces el número de golpes es igual al número de dientes de la cremallera que se utilizan, lo cual depende de la posición del caracol.

## Tipos de relojes sonoros
Tipos especializados de relojes de sonería:
- Reloj de repique: suena en las horas y repica los cuartos de hora, y a menudo reproduce fragmentos de una melodía como los cuartos de Westminster.
- Repetidor: un reloj de sonería que puede repetir las pulsaciones con solo presionar una palanca, para decir la hora en la oscuridad.
- Reloj musical: reproduce melodías en una caja de música además de contar el tiempo.
- Reloj de autómatas: con figuras animadas mecánicamente que periódicamente realizan varias visualizaciones, generalmente como parte del reloj que marca las horas.
  - Reloj de cuco: un tipo específico de reloj de autómatas de origen Alemán, que muestra un pájaro animado y reproduce cantos de imitación además de tocar una campana o un gong.
- Reloj de campana de a bordo: suenan campanas de a bordo en lugar de las horas.

Algunos relojes de cuarzo también contienen parlantes y chips de sonido que imitan electrónicamente los sonidos de repique de un reloj sonoro. Otros relojes de cuarzo utilizan energía eléctrica para hacer sonar campanas o gongs.